# Награда Станислав Сташа Маринковић
Награда Станислав Сташа Маринковић са додељује за новинарски рад у периоду од 9. јуна једне, па све до истог датума наредне године, за новинарску храброст и посебне домете у истраживачком и аналитичком новинарству, а могу бити предложени сви новинари са територије Србије. Награду су на почетку додељивале дневне новине „Борба“, а након ње „Наша борба“, а од 2000. дневни лист „Данас“.
Станислав Сташа Маринковић био је главни уредник Борбе, један од пионира слободног новинарства у Србији, и председник Удружења новинара Србије. Остаће упамћен као уредник који је Борбу од  гласила Социјалистичког савеза радног народа Југославије, претворио у либерални грађански дневни лист. После много деценија Сташа је био први главни и одговорни уредник који је на то место дошао на демократски начин. Заправо, од више кандидата, редакција се определила за Сташу, а тадашњи Социјалистички савез као оснивач имао је довољно демократског капацитета, или превише несмотрености, да уважи став редакције. Свој уређивачки таленат пре Борбе Сташа је развијао у омладинској и студентској штампи, у Вечерњим новостима и листу Рад.

## Добитници
- 1993. Цвијетин Миливојевић
- 1994. Драган Бисенић
- 1995. Драгољуб Вуковић
- 1996.   Драган Бањац
- 1997. Тања Јакоби и Драгољуб Петровић[2]
- 1998. /
- 1999. /
- 2000. Мирослав Филиповић
- 2001. Петар Луковић[2] и Радоман Ирић
- 2002. Михал Рамач
- 2003. Милош Васић и Дејан Анастасијевић[3]
- 2004. Предраг Кораксић Коракс
- 2005. Вукашин Обрадовић
- 2006. Југослав Ћосић
- 2007. Димитрије Боаров
- 2008. Драган Бујошевић[4]
- 2009. Ружа Ћирковић
- 2010. Светислав Басара[5]
- 2011. Драгољуб Петровић[тражи се извор]
- 2012. Љубица Гојгић
- 2013. Виктор Иванчић
- 2014. Мухарем Баздуљ
- 2015. Зоран Кесић
- 2016. Алексеј Кишјухас
- 2017. Душан Петричић
- 2018. Жељко Бодрожић и Предраг Благојевић
- 2019. Татјана Лазаревић и Слободан Георгиев[6]
- 2020. Редакција Н1[7]
- 2021. Јелена Обућина[8]
- 2022. Тамара Скрозза
- 2023. Редакција БИРН-а[9]
- 2024. Вук Цвијић[10]
- 2025. Радован Сератлић[11]